# París-Niza 1993
La París-Niza 1993 fue la edición número 51 de la carrera, que estuvo compuesta de ocho etapas y un prólogo disputados del 7 al 14 de marzo de 1993. Los ciclistas completaron un recorrido de 1.200 km con salida en Fontenay-sous-Bois y llegada a Col d'Èze, en Francia. La carrera fue vencida por el suizo Alex Zülle, que fue acompañado en el podio por los franceses Laurent Bezault y Pascal Lance.

## Resultados de las etapas
| Etapa                 | Fecha       | Recorrido                       | km       | Ganador              | Líder      |
| --------------------- | ----------- | ------------------------------- | -------- | -------------------- | ---------- |
| Prólogo               | 7 de marzo  | Fontenay-sous-Bois (CRI)        | 7.7 km   | Alex Zülle           | Alex Zülle |
| 1.ª etapa             | 8 de marzo  | Meung-sur-Loire-Nevers          | 208.5 km | Mario Cipollini      | Alex Zülle |
| 2.ª etapa             | 9 de marzo  | Roanne-Roanne (CRE)             | 33 km    | ONCE                 | Alex Zülle |
| 3.ª etapa             | 10 de marzo | Roanne-Saint-Étienne            | 153 km   | Johan Museeuw        | Alex Zülle |
| 4.ª etapa             | 11 de marzo | Saint-Étienne-Vaison-la-Romaine | 210 km   | Mario Cipollini      | Alex Zülle |
| 5.ª etapa             | 12 de marzo | Sarrians-Marsella               | 192 km   | Mario Cipollini      | Alex Zülle |
| 6.ª etapa             | 13 de marzo | Marsella-Mandelieu-la-Napoule   | 196.5 km | Armand de Las Cuevas | Alex Zülle |
| 7.ª etapa 1.er sector | 14 de marzo | Mandelieu-la-Napoule -Niza      | 104.3 km | Laurent Jalabert     | Alex Zülle |
| 7.ª etapa 2.º sector  | 14 de marzo | Niza-Col d'Èze (CRI)            | 12.5 km  | Alex Zülle           | Alex Zülle |

## Etapas

### Prólogo
7-03-1993. Fontenay-sous-Bois, 7.7 km. CRI
|   | Ciclista       | Equipo | Tiempo |
| - | -------------- | ------ | ------ |
| 1 | Alex Zülle     | ONCE   | 9' 19" |
| 2 | Erik Breukink  | ONCE   | m. t.  |
| 3 | Francis Moreau | Gan    | m. t.  |

### 1.ª etapa
8-03-1993. Meung-sur-Loire-Nevers, 208.5 km.
|   | Ciclista                 | Equipo                            | Tiempo     |
| - | ------------------------ | --------------------------------- | ---------- |
| 1 | Mario Cipollini          | GB-MG Maglificio                  | 6h 02' 49" |
| 2 | Dzhamolidin Abduzhaparov | Lampre-Polti                      | m. t.      |
| 3 | Adriano Baffi            | Mercatone Uno-Mendeghini-Zucchini | m. t.      |

### 2.ª etapa
9-03-1993. Roanne-Roanne 33 km. (CRE)
|   | Equipo    | Tiempo   |
| - | --------- | -------- |
| 1 | ONCE      | 36' 16"  |
| 2 | Gan       | + 15"    |
| 3 | Castorama | + 1' 02" |

### 3.ª etapa
10-03-1993. Roanne-Saint-Étienne 153 km.
|   | Ciclista            | Equipo           | Tiempo     |
| - | ------------------- | ---------------- | ---------- |
| 1 | Johan Museeuw       | GB-MG Maglificio | 3h 42' 44" |
| 2 | Maximilian Sciandri | Motorola         | m. t.      |
| 3 | Jean-Claude Colotti | Gan              | m. t.      |

### 4.ª etapa
11-03-1993. Saint-Étienne-Vaison-la-Romaine, 210 km.
|   | Ciclista          | Equipo           | Tiempo     |
| - | ----------------- | ---------------- | ---------- |
| 1 | Mario Cipollini   | GB-MG Maglificio | 5h 27' 09" |
| 2 | Wilfried Nelissen | Novemail-Histor  | m. t.      |
| 3 | Johan Capiot      | TVM-Bison Kit    | m. t.      |

### 5.ª etapa
12-03-1993. Sarrians-Marsella, 132 km.
|   | Ciclista          | Equipo           | Tiempo     |
| - | ----------------- | ---------------- | ---------- |
| 1 | Mario Cipollini   | GB-MG Maglificio | 4h 58' 34" |
| 2 | Wilfried Nelissen | Novemail-Histor  | m. t.      |
| 3 | Johan Capiot      | TVM-Bison Kit    | m. t.      |

### 6.ª etapa
13-03-1993. Marsella-Mandelieu-la-Napoule, 196.5 km.
Llegada situada en el Col del Grand Duc.
|   | Ciclista             | Equipo   | Tiempo     |
| - | -------------------- | -------- | ---------- |
| 1 | Armand de Las Cuevas | Banesto  | 5h 09' 48" |
| 2 | Lance Armstrong      | Motorola | + 16"      |
| 3 | Maximilian Sciandri  | Motorola | + 44"      |

### 7.ª etapa, 1.ersector
14-03-1993. Mandelieu-la-Napoule-Niza, 104.3 km.
|   | Ciclista            | Equipo                            | Tiempo     |
| - | ------------------- | --------------------------------- | ---------- |
| 1 | Laurent Jalabert    | ONCE                              | 2h 37' 02" |
| 2 | Maximilian Sciandri | Motorola                          | m. t.      |
| 3 | Adriano Baffi       | Mercatone Uno-Mendeghini-Zucchini | m. t.      |

### 7.ª etapa, 2.º sector
14-03-1993. Niza-Col d'Èze, 12.5 km. CRI
|   | Ciclista              | Equipo  | Tiempo  |
| - | --------------------- | ------- | ------- |
| 1 | Alex Zülle            | ONCE    | 23' 05" |
| 2 | Laurent Bezault       | Gan     | + 9"    |
| 3 | Jean-François Bernard | Banesto | + 24"   |

## Clasificaciones finales

### Clasificación general
| Pos. | Ciclista             | Equipo        | Tiempo      |
| ---- | -------------------- | ------------- | ----------- |
|      | Alex Zülle           | ONCE          | 29h 07' 45" |
| 2    | Laurent Bezault      | Gan           | + 41"       |
| 3    | Pascal Lance         | Gan           | + 1' 07"    |
| 4    | Armand de Las Cuevas | Banesto       | + 1' 44"    |
| 5    | Erik Breukink        | ONCE          | + 1' 55"    |
| 6    | Laurent Brochard     | Castorama     | + 2' 25"    |
| 7    | Andrew Hampsten      | Motorola      | + 2' 27"    |
| 8    | Tony Rominger        | CLAS-Cajastur | + 2' 32"    |
| 9    | Lance Armstrong      | Motorola      | + 2' 45"    |
| 10   | Stéphane Heulot      | Banesto       | + 2' 54"    |